# Steve Bassam
John Steven Bassam, baron Bassam de Brighton, (né le 11 juin 1953) est un homme politique membre du parti travailliste et du Parti coopératif britannique et membre de la Chambre des lords. 

## Jeunesse
Bassam grandit dans un logement social à Great Bentley, Essex et est allé à l'école secondaire moderne pour garçons de Pathfield Road (maintenant Colbayns) à Clacton-on-Sea. Il étudie ensuite dans les universités du Sussex et du Kent, où il obtient une maîtrise en travail social. Il commence sa carrière en tant que travailleur social au Camden London Borough Council. Il est ensuite secrétaire adjoint à l'Association des autorités métropolitaines, plus tard l'Association des gouvernements locaux. 
Bassam est également squatteur pendant ses premières années à Brighton, où il fonde un syndicat de squatters qui fait campagne pour le droit des squatters à occuper des propriétés vides et à améliorer les conditions des squats. En janvier 1976, Bassam mène l'opposition à l'expulsion d'une famille d'une maison sur West Hill Road, en disant: "Nous quitterons volontiers les lieux si nous sommes assurés que la famille en haut de la liste des logements reçoit la maison à vivre. dans."  Interrogé en 2013, il a affirmé qu'il ne soutiendrait personne qui occupe le domicile de quelqu'un d'autre. 

## Carrière politique
Bassam s'implique dans la politique locale et est élu conseiller de Brighton. Il devient leader de Brighton, puis Brighton et Hove Council, de 1987 à 1999. Il se présente sans succès pour le Parlement de Brighton Kemptown aux élections générales de 1987 contre le député conservateur Andrew Bowden. 
Le 3 novembre 1997, il est créé pair de vie comme baron Bassam de Brighton, de Brighton dans le comté du Sussex de l'Est, et est présenté à la Chambre des lords le 18 novembre, siégeant sur les bancs travaillistes. 
Bassam est promu comme Sous-secrétaire d'État parlementaire au ministère de l'Intérieur en 1999. En 2001, il est nommé Lord-in-waiting (whip du gouvernement chez les Lords). Il occupe ce poste et celui de porte-parole du gouvernement pour le ministère de l'Intérieur jusqu'en 2008. Au cours de la même période, il sert à plusieurs reprises en tant que porte-parole du gouvernement pour un certain nombre d'autres départements: Lord Chancellor's Department 2001–04, Cabinet Office 2001–07, Communautés et collectivités locales) 2002–04, 2005–07, 2008, Bureau du procureur général 2005–08, Transports 2007–08, Culture, médias et sport 2008. En 2008, Gordon Brown le nomme whip en chef, et capitaine de l'honorable Corps of Gentlemen-at-Arms . Le 8 juillet 2009, il est nommé conseiller privé . Lorsque le parti travailliste est passé dans l'opposition en 2010, il est whip en chef de l'opposition. 
En décembre 2017, il est accusé d'avoir réclamé des remboursements indus de dépenses. Il démissionne de son poste de whip en chef du Labour à la Chambre des lords après la nomination d'un successeur. Il s'est également référé au commissaire aux normes de la Chambre des lords au sujet des accusations. Le commissaire conclut que Bassam a réclamé à la fois l'indemnité des lords et l'indemnité des titulaires de charge des lords pour les frais de déplacement, mais l'avait fait par erreur plutôt que par malhonnêteté. Le Comité des privilèges et de la conduite demande à Bassam de rembourser 15 737 £ d'indemnité de voyage en trop et d'écrire une lettre d'excuses au Comité .